# Biegi narciarskie na Mistrzostwach Świata w Narciarstwie Klasycznym 2015 – sztafeta mężczyzn
Sztafeta 4x10 km mężczyzn – jedna z konkurencji na Mistrzostwach Świata w Narciarstwie Klasycznym w szwedzkim Falun. Rywalizację rozegrano 27 lutego. Do startu przystąpiło 17 sztafet.
Dwóch pierwszych zawodników pobiegło po 10 km techniką klasyczną. Po przebiegnięciu tego dystansu, dwóch kolejnych zawodników biegło po 10 km techniką dowolną. Tytułu bronią Norwegowie, w składzie: Tord Asle Gjerdalen, Eldar Rønning, Sjur Røthe i Petter Northug.

## Wyniki
| Miejsce | Nr | Państwo           | Zawodnicy                                                                     | Czas                                      | Strata  |
| ------- | -- | ----------------- | ----------------------------------------------------------------------------- | ----------------------------------------- | ------- |
| 01 !    | 4  | Norwegia          | Niklas Dyrhaug Didrik Tønseth Anders Gløersen Petter Northug                  | 1:34:18,5 27:39,1 27:41,9 19:02,8 19:54,7 | —       |
| 02 !    | 1  | Szwecja           | Daniel Richardsson Johan Olsson Marcus Hellner Calle Halfvarsson              | 1:34:19,1 27:56,5 27:10,4 19.23,3 19:48,9 | +0,6    |
| 03 !    | 3  | Francja           | Jean Marc Gaillard Maurice Manificat Robin Duvillard Adrien Backscheider      | 1:34:27,4 27:57,2 27:16,4 19.14,0 19:59,8 | +8,9    |
| 4.      | 2  | Rosja             | Maksim Wylegżanin Aleksandr Biessmiertnych Aleksander Legkow Jewgienij Biełow | 1:34:49,5 27:41,0 27:58,3 19:25,2 19:45,0 | +31,0   |
| 5.      | 7  | Szwajcaria        | Ueli Schnider Dario Cologna Jonas Baumann Toni Livers                         | 1:36:21,5 28:45,9 27:29,8 20:05,1 20:00,7 | +2:03,0 |
| 6.      | 5  | Włochy            | Francesco De Fabiani Dietmar Nöckler Roland Clara Federico Pellegrino         | 1:36:45,7 27:56,9 28:40,5 19:41,3 20:27,0 | +2:27,2 |
| 7.      | 9  | Niemcy            | Jonas Dobler Thomas Bing Florian Notz Tim Tscharnke                           | 1:36:57,5 27:39,7 29:19,3 19:54,7 20:03,8 | +2:39,0 |
| 8.      | 6  | Finlandia         | Sami Jauhojärvi Iivo Niskanen Matti Heikkinen Ville Nousiainen                | 1:36:57,5 27:37,3 28:06,0 21:06,9 20:07,3 | +2:39,0 |
| 9.      | 8  | Czechy            | Aleš Razým Martin Jakš Dušan Kožíšek Petr Knop                                | 1:37:03,1 28:29,3 28:05,7 19:44,2 20:43,9 | +2:44,6 |
| 10.     | 12 | Kanada            | Alex Harvey Graeme Killick Ivan Babikov Len Väljas                            | 1:37:22,0 27:36,0 29:02,5 20:21,7 20:21,8 | +3:03,5 |
| 11.     | 11 | Stany Zjednoczone | Erik Bjornsen Noah Hoffman Kyle Bratrud Simi Hamilton                         | 1:37:23,4 28:08,9 28:27,0 20.26,5 20:21,0 | +3:04,9 |
| 12.     | 16 | Japonia           | Akira Lenting Keishin Yoshida Takatsugu Uda Hiroyuki Miyazawa                 | 1:38:08,5 28:28,8 28:29,4 20:37,5 20:32,8 | +3:50,0 |
| 13.     | 13 | Kazachstan        | Aleksiej Połtoranin Jewgienij Wieliczko Nikołaj Czebot´ko Rinat Muchin        | 1:38:28,6 27:37,7 28:57,1 20:15,5 21:38,3 | +4:10,1 |
| 14.     | 14 | Białoruś          | Michaił Siemionow Alaksandr Woranau Siarhiej Dalidowicz Juryj Astapienka      | zdublowana 28:19,3 29:52,2                | –       |
| 15.     | 15 | Polska            | Maciej Kreczmer Sebastian Gazurek Jan Antolec Maciej Staręga                  | zdublowana 28:29,8 31:01,7                | –       |
| 16.     | 10 | Estonia           | Karel Tammjärv Aivar Rehemaa Raido Ränkel Peeter Kümmel                       | zdublowana 29:23,0 30:09,4                | –       |
| 17.     | 17 | Ukraina           | Ołeksij Krasowski Andrij Orłyk Rusłan Perechoda Konstjantyn Jaremenko         | zdublowana 29:47,7                        | –       |